# Georgius Hornius
Georg Horn (Kemnath, Oberpfalz, 1620 — Leiden, 10 de Novembro de 1670) foi um geógrafo, teólogo, historiador alemão e professor de história da Universidade de Leiden. Sua obra "Historia ecclesiastica et politica" (Leipzig, 1677), com 442 páginas foi dedicada a Carlos I Luís, Eleitor Palatino (1618-1680).

## Publicações
- Georgi Horni orbis politicus, imperiorum, regnorum, principatuum rerum publicarum. 1668
- Georgi Horni arca Noae, sive historia imperiorum et regnorum à condito orbe ... - 1666
- De originibus americanis: Libri quatuor - 1652
- Historia ecclesiastica: illustrata notis et observationibus - 1687
- Ulyssea, sive studiosus peregrinans, omnia lustrans littora - 1671
- Historia naturalis et civilis - 1679
- Orbis imperans - 1668
- Dissertationes historicae et politicae - 1655
- Arca Mosis, sive Historia Mundi - 1669
- Ordinis Juridici in universitate literarum Jenensi H. T. exdecanus - 1813
- Historia Philosophica, 1655
- Description exacte de l'Univers : ou l'ancienne Geographie sacrée et profane. Pierre de Hondt, Haia, 1741
- Rerum Britannicarum l. VII. und De statu ecclesiae Britannicae hodierno